# Galbárruli
Galbárruli is een gemeente in de Spaanse provincie en regio La Rioja met een oppervlakte van 15,44 km². Galbárruli telt 47 inwoners (1 januari 2016).

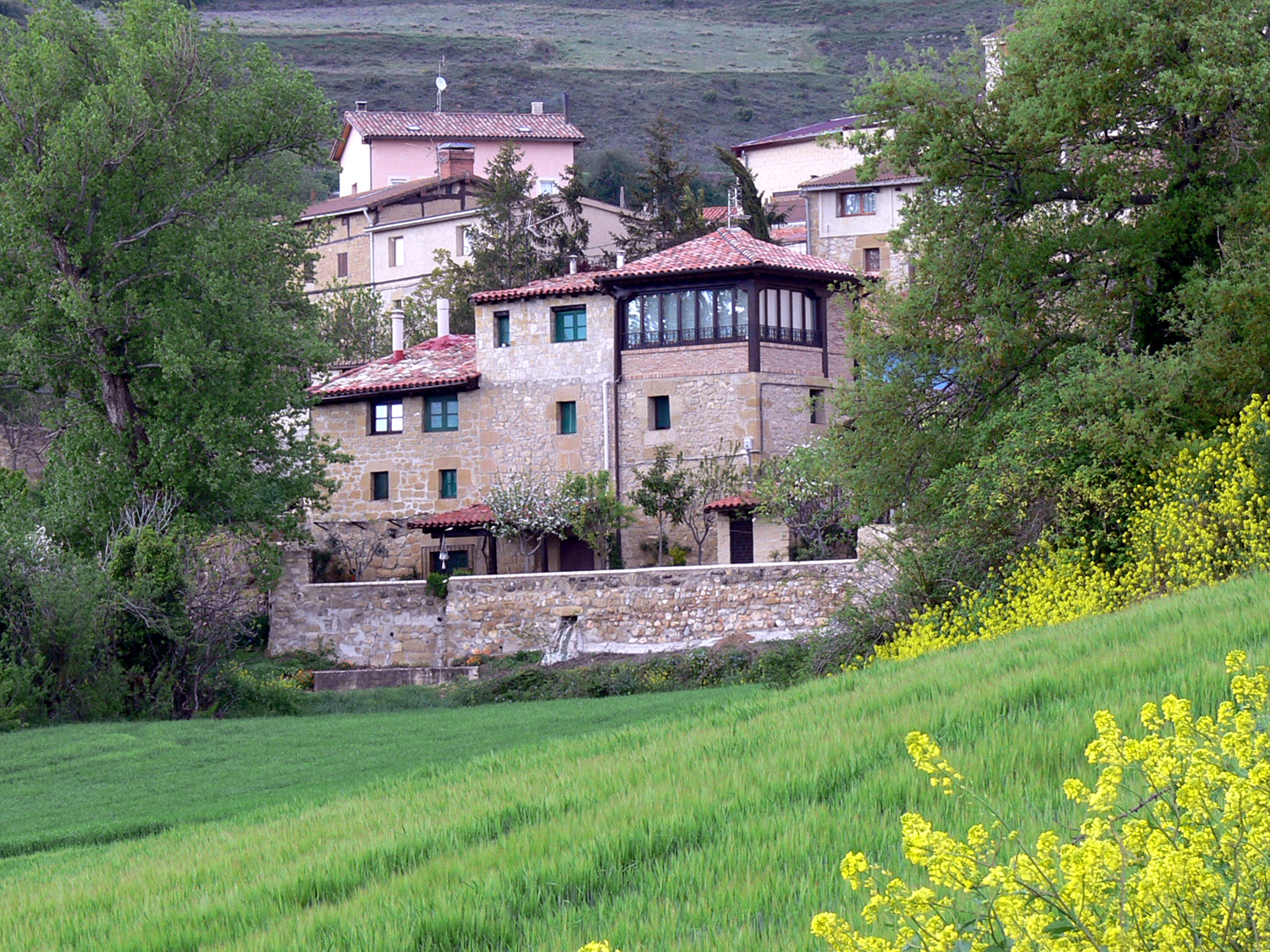
Galbárruli
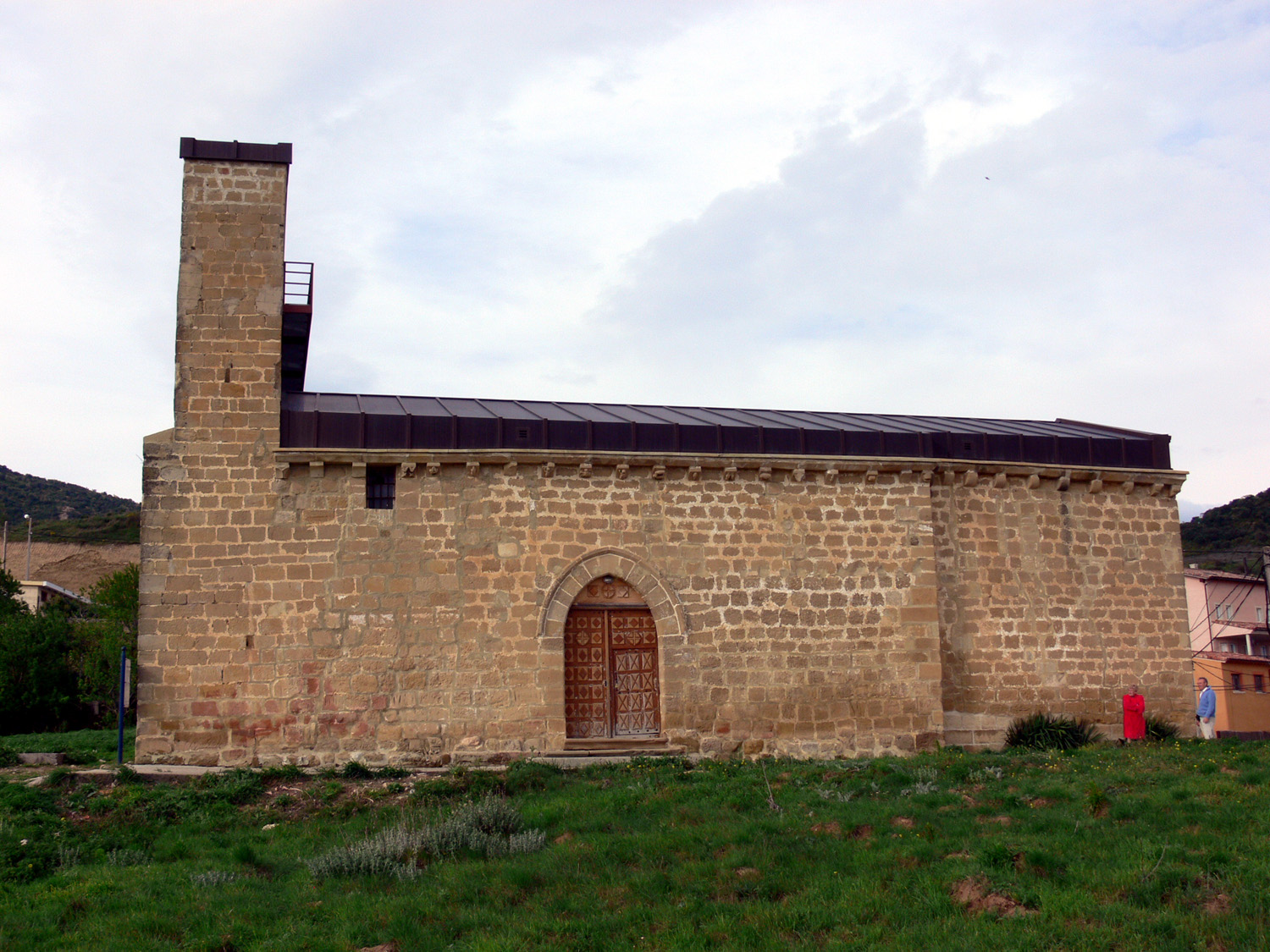
Kerk van San Esteban

## Demografische ontwikkeling
Bron: INE, 1857-2011: volkstellingen